# Casa di Paccia
Die Casa di Paccia (Haus des Paccia) ist ein Wohnhaus in Pompeji (V.2.10), das 1889 und 1892 ausgegraben wurde. Paccia wird in der Forschung als Besitzer des Hauses vermutet, wodurch es seinen modernen Namen erhielt.

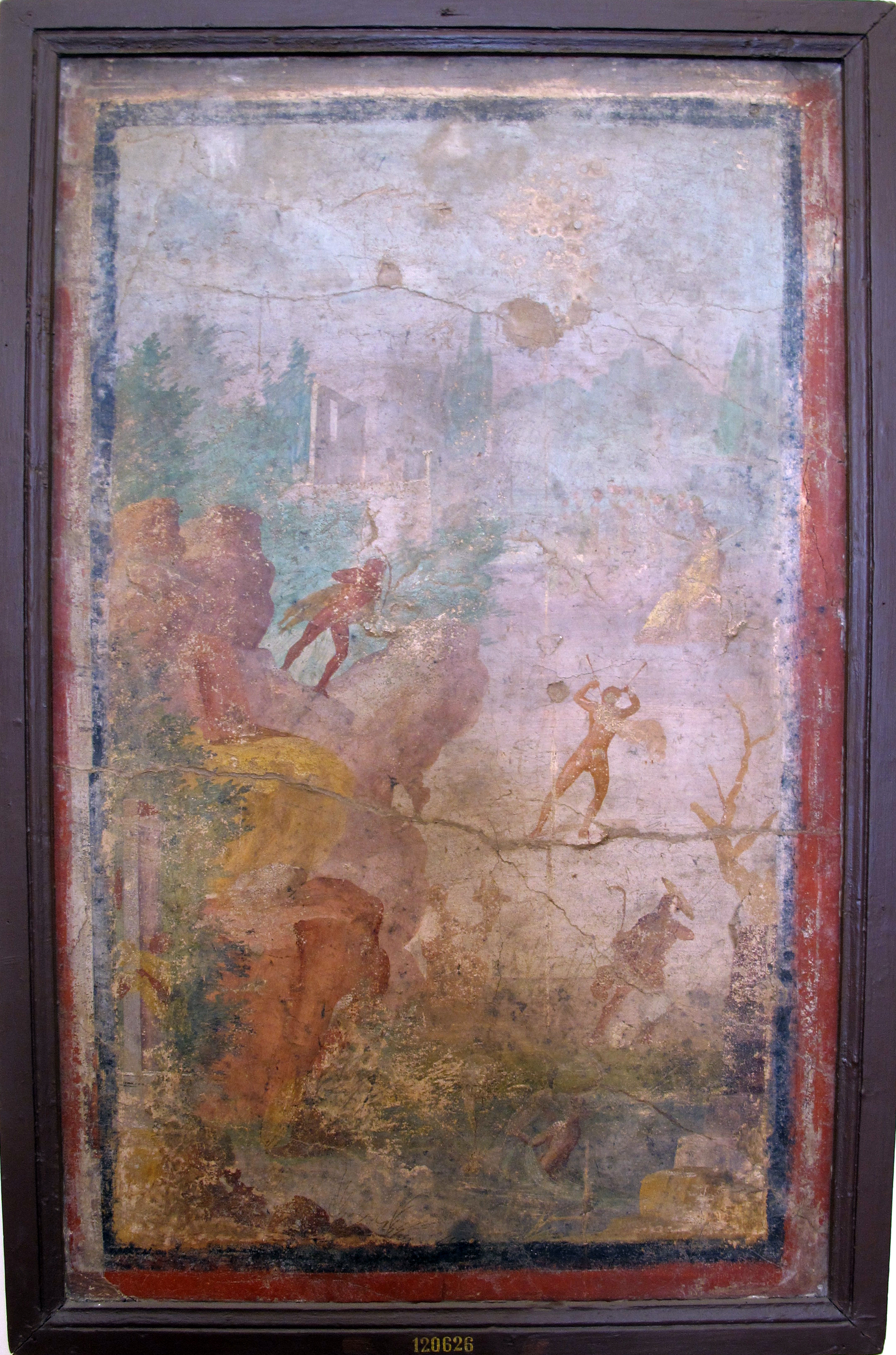
Marsyas

## Beschreibung
Das einst eventuell zweistöckige Haus ist nach dem Erdbeben von 62 n. Chr. umgebaut und anscheinend vor allem gewerblich genutzt worden. Das Haus kann über die Fauces betreten werden. Links und rechts davon befinden sich Läden. Auf die Fauces folgt das Atrium, worauf das Tablinum und dann ein großes mit 8 Säulen und 2 Halbsäulen geschmücktes Peristyl folgen. Das Haus hatte einst bedeutende Wandmalereien im 3. Stil, die heute aber so gut wie vollkommen vergangen sind. Einzelne Wandbilder wurden jedoch aus der Wand geschnitten und befinden sich heute im Archäologischen Nationalmuseum Neapel. Zu den Wandgemälden gehörten eine Darstellung der Pasiphae und des Daidalos (heute verloren). und ein großes Gemälde, das auf einem Bild verschiedene Episoden aus der Sage um Marsyas zeigt. Das Bild befindet sich heute in Neapel und wird von Lawrence Richardson Jr. dem Boscotrecase-Maler zugeordnet. Der Name Paccia erscheint auf einer Amphore, die sich im Haus fand, weswegen er als Hausbesitzer vermutet wird. Auf derselben Amphore wird auch Successus genannt, der also ebenfalls Hausbesitzer gewesen sein kann.

## Galerie

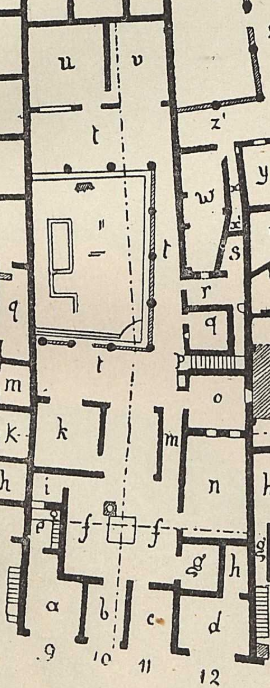
Grundriss
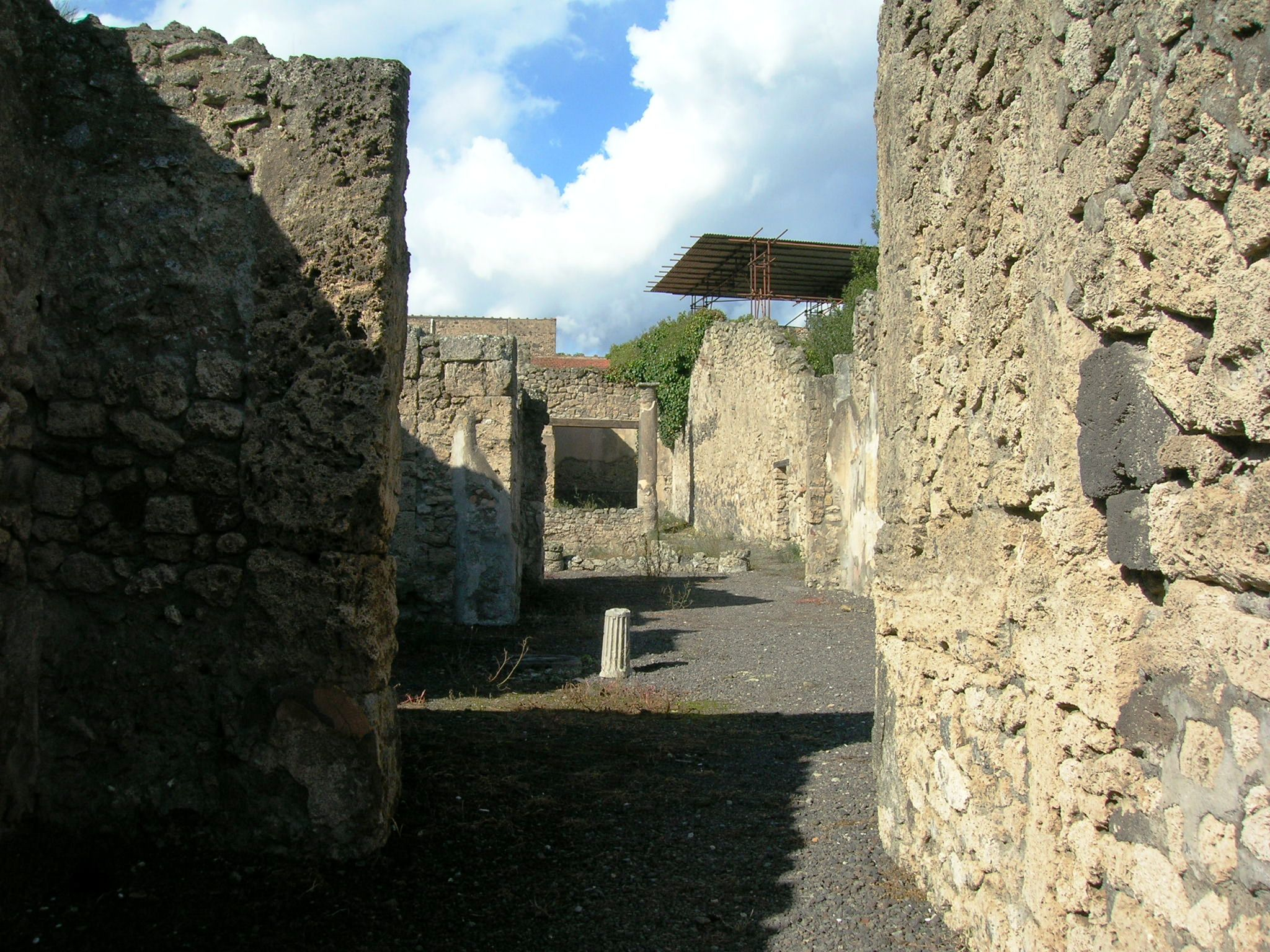
Blick auf das Atrium